# Públio Pompônio Grecino
Caio Pompônio Grecino (em latim: Gaius Pomponius Graecinus) ou Públio Pompônio Grecino (em latim: Publius Pomponius Graecinus) foi um político romano nomeado cônsul sufecto em 16. Provavelmente era um homem novo levado ao Senado por Augusto. Sabe-se que Grecino era amigo do poeta Ovídio, que endereçou-lhe três de suas "Epistulae ex Ponto" ("Cartas do Mar Morto") por volta de 10. Lúcio Pompônio Flaco, cônsul em 17 e governador romano da Síria em 35, era seu irmão.
Em 21 foi admitido entre os irmãos arvais.
Pompônia Grecina, esposa de Aulo Pláucio, o primeiro governador romano da Britânia, provavelmente era sua filha ou neta.